# Халмурадов Аскар Ганійович
Халмурадов Аскар Ганійович (10 травня 1939 р., м. Яккабаг Кашкадар'їнської обл. Узбецької РСР — 17 січня 1997 р., Ташкент) — відомий український та узбецький біохімік та біотехнолог, організатор науки, громадський та державний діяч.

## Біографія
Народився 10 травня 1939 р. у м. Яккабаг Кашкадар'їнської обл. Узбецької РСР у родині вчителя російської мови та літератури, згодом директора яккабагської середньої школи. 1960 р. він успішно закінчив біологічно-ґрунтознавчий факультет Середньоазіатського державного університету імені В. І. Леніна (САДУ) в Ташкенті за спеціальністю фізіологія людини та тварин.
У жовтні 1960 р. вступив до аспірантури САДУ, згодом перевівся до аспірантури Науково-дослідного інституту тваринництва Узбецької академії сільськогосподарських наук (УзАСГН) за спеціальністю біохімія тварин. Проте з метою розвитку національної школи біохімії, яка перебувала ще у стадії формування, 13 грудня 1960 р. президент УзАСГН К. З. Закіров звернувся з листом на ім'я президента АН УРСР О. В. Палладіна з проханням прикомандирувати А. Г. Халмурадова до аспірантури Інституту біохімії АН УРСР. 1 лютого 1961 р. А. Г. Халмурадова було зараховано до аспірантури, а його науковим керівником затверджено Р. В. Чаговця.
У 1964 р. А. Г. Халмурадов підготував до захисту кандидатську дисертацію за темою: «Про особливості обміну бета-піколіну в тваринному організмі (Об особенностях обмена бета-пиколина в животном организме)».
Після захисту дисертації А. Г. Халмурадов був зарахований до лабораторії біохімії вітамінів, але у зв'язку із запитом Президії Академії наук Узбецької РСР у жовтні 1965 р. переведений до новоствореного відділу біохімії та біофізики Інституту зоології та паразитології АН УзРСР.
Однак у вересні 1966 р. А. Г. Халмурадов повернувся до Києва та був прийнятий на посаду старшого наукового співробітника у відділ біохімії вітамінів Інституту біохімії АН УРСР. 1974 р. захистив докторську дисертацію «Про метаболізм нікотинової кислоти та 3-метілпиридина у тканинах тварин і його регуляцію (О метаболизме никотиновой кислоты и 3-метилпиридина в тканях животных и его регуляции)» (науковий консультант — Р. В. Чаговець).
2 лютого 1976 р. А. Г. Халмурадов був призначений виконувачем обов'язків завідувача відділу біохімії вітамінів, а з 12 травня очолив відділ, перейменований 1976 р. з огляду на зміну пріоритетів досліджень у відділ біохімії коферментів.
У 1980 р. А. Г. Халмурадов отримав звання професора за спеціальністю «Біохімія».
1981 р. за книгу «Транспорт жиророзчинних вітамінів (Транспорт жирорастворимых витаминов)» йому разом з В. М. Тоцьким та Р. В. Чаговцем присуджено Премію АН УРСР ім. О. В. Палладіна.
Учений також проводив значну науково-громадську та науково-організаційну діяльність: був членом Вченої ради та заступником голови Спеціалізованої ради із захисту дисертацій Інституту біохімії ім. О. В. Палладіна, членом Спеціалізованої ради із захисту дисертацій Київського технологічного інституту харчової промисловості, Наукової ради АН УРСР із проблем «Біохімія тварин і людини» і «Біоорганічна хімія», АМН СРСР «Проблеми вітамінології», заступником голови Київського відділення та членом ревізійної комісії Центральної ради Українського біохімічного товариства АН УРСР.
У грудні 1985 р. після погодження питання з Президією АН СРСР та УРСР рішенням Бюро ЦК Компартії УзРСР та Президії АН УзРСР А. Г. Халмурадов був призначений директором Інституту мікробіології і біотехнології АН УзРСР, реорганізованого з Інституту мікробіології з метою розробки та розвитку актуальних фундаментальних і прикладних проблем у галузі вітамінології, інженерної ензимології, технічної мікробіології та експериментальної альгології. А. Г. Халмурадов був обраний членом-кореспондентом (1987) та академіком (1989) АН УзРСР, був її головним ученим секретарем (1988–1990) і віце-президентом (1990–1994), депутатом і головою комітету з питань науки, освіти, молоді та спорту (з 1995 р.) Олій Мажлісу (парламенту) Республіки Узбекистан.
Раптово помер 17 січня 1997 р. та похований у м. Яккабаг.

## Наукові досягнення
А. Г. Халмурадов під керівництвом Р. В. Чаговця досліджував метаболізм нікотинової кислоти (вітамін РР) та її аміду. У результаті досліджень було одержано дані, які мали суттєве наукове і практичне значення. Перевірка PP-вітамінних якостей бета-піколіну та його солей у тваринницьких господарствах дала позитивні результати, що дозволило скоротити витрати на збагачення кормів вітаміном РР (заміна однієї тони нікотинової кислоти бета-піколіном скорочувала витрати на 15 тисяч карбованців, а річна потреба тваринництва у вітаміні PP становила 600–800 тон). Було також запропоновано методику визначення концентрації бета-піколіну після його введення до тканин тварин.
А. Г. Халмурадовим було розроблено препарат «Корнік», який після випробування у 1977 р. впроваджено у промислове птахівництво. Цей винахід був відзначений бронзовою медаллю ВДНГ СРСР.
Новим напрямом у вивченні вітаміну PP та його біологічно активних похідних стало з'ясування механізмів нейротропної дії цих сполук. А. Г. Халмурадовим і його учнями Г. Й. Фоменко, Т. М. Кучмеровською та іншими було експериментально підтверджено можливість здійснення коригувальної властивості вітаміну PP та його похідних у випадку ряду патологій нервової системи.
У 1976–1985 роках науковець успішно продовжив та розвинув дослідження школи Р. В. Чаговця, сформулював нові напрями у галузі молекулярних механізмів біологічної дії водо- та жиророзчинних вітамінів та їх специфічних вітамінозв'язувальних білків. А. Г. Халмурадов заклав основи вітчизняної молекулярної вітамінології, яка згодом стала одним з основних напрямів української біохімії. Під його керівництвом були захищені одна докторська та дев'ять кандидатських дисертацій.
Під час своєї діяльності в Узбекистані вчений продовжував наполегливо працювати: публікував свої розвідки, організовував конференції, зокрема всесоюзні та міжнародні, редагував науковий збірник «Биология и біотехнологія микроорганизмов» (1989. 1992), створив школу узбецьких вітамінологів і біотехнологів. А. Г. Халмурадов орієнтував колектив очолюваного ним Інституту на вирішення фундаментальних проблем фізіології, біохімії та генетики бактерій, актиномицентів, дрожів і мікроскопічних грибів. У тісному зв'язку з практикою досліджувалися питання мікробної біотехнології: отримання методами селекції, генної та клітинної інженерії високопродуктивних штамів мікроорганізмів для мікробіологічного, легкого та харчового виробництва, сільського господарство, охорони здоров'я тощо.
А. Г. Халмурадов — автор близько 300 наукових праць з проблем вітамінології та біотехнологій, семи авторських свідоцтв і патентів.

## Вибрані праці
- Халмурадов А. Г. Об особенностях обмена бета-пиколина в животном организме: автореф. дис. на соискание науч. степени канд. биолог. наук / Халмурадов Аскар Ганиевич; Ин-т биохимии АН УРСР. — К., 1964. — 11 с.
- Халмурадов А. Г., Шушевич С. И. Пути биосинтеза пиридиновых коферментов и механизмы их внутриклеточной регуляции // Український біохімічний журнал. — 1971. — Т. 43. — С. 774–789.
- Халмурадов А. Г. О метаболизме никотиновой кислоты и 3-метилпиридина в тканях животных и его регуляции: автореф. дис.на соискание степени док. биолог. наук / Халмурадов Аскар Ганиевич; Ин-т биохимии им. А. В. Палладина АН УССР. — К., 1974. — 44 с.
- Халмурадов А. Г., Чаговец Р. В., Шушевич С. И., Турганбаева Т. М. Синтез НАД+ из никотиновой кислоты в печени и почках крыс, его внутриклеточная локализация и регуляция // Витамины. — К.: Наукова думка, 1974. — Вып. 7: Биохимия синтеза и обмена коферментов и коферментных витаминов. — С. 28-48.
- Чаговец Р. В., Халмурадов А. Г., Пакирбаева Л. В. НАД-гликогидролаза и ее роль в регуляции метаболизма ЗЗ-витаминсодержащих // Витамины. — К.: Наукова думка, 1974. — Вып. 7: Биохимия синтеза и обмена коферментов и коферментных витаминов. — С. 56-74.
- Халмурадов А. Г. Ниацин (витамин РР) // Экспериментальная витаминология. — Минск, 1979. — С. 411–437.
- Халмурадов А. Г., Тоцкий В. Н., Чаговец Р. В. Транспорт жирорастворимых витаминов. — К.: Наукова думка, 1980. — 216 с.
- Халмурадов А. Г., Тоцкий В. Н., Чаговец Р. В. Мембранный транспорт коферментных витаминов и коферментов. — К.: Наукова думка, 1982. — 280 с.